# Vlag van de Federaal Bestuurde Stamgebieden

Vlag van de Federaal Bestuurde Stamgebieden

De vlag van de Federaal Bestuurde Stamgebieden is een groene vlag met het embleem van de Federaal Bestuurde Stamgebieden in het midden. Het embleem is uitgevoerd in wit, zodat de vlag uit de kleuren groen en wit bestaat. Dit zijn de nationale kleuren van Pakistan die ook de vlag van Pakistan vormen.
Boven in het embleem staat een halve maan met ster, die verwijst naar hetzelfde symbool in de Pakistaanse vlag. Daaronder bevindt zich een gestileerde weergave van zigzag. Boven de zigzag staat twee gekruiste zwaarden afgebeeld. Onder de zigzag staat het kasteel afgebeeld. Daaronder staan de letters FATA - de afkorting van de provincie.